# Nangpa La
Le col de Nangpa La situé à 5 716 mètres d'altitude est un haut col de montagne à quelques kilomètres à l'ouest du Cho Oyu, dans l'Himalaya.
Ce col sert traditionnellement de route principale d'échanges entre les Tibétains (sel, ambre ...), et les Sherpas du Khumbu. Il reste pratiqué en 2009, mais les marchandises venant du Tibet sont désormais essentiellement des produits chinois, dont de nombreuses contrefaçons de tenues d'alpinisme destinées au marché de Namche Bazar, dans le parc national de Sagarmatha.
Le Nangpa La fut aussi le lieu, en 2006, d'une fusillade déclenchée par des gardes-frontières chinois, qui fait deux victimes parmi les Tibétains.

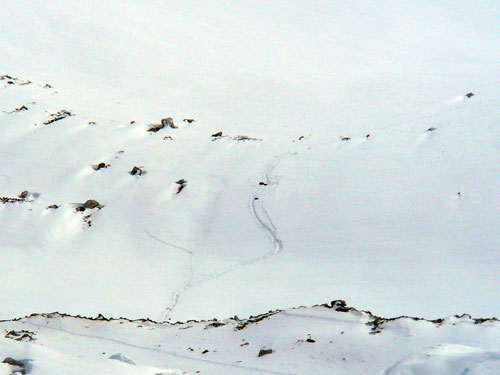
Fusillade du col de Nangpa La : Kelsang Namtso étendue dans la neige après sa mort, photo de Pavle Kozjek